# Карапиші
Карапиші́ — село в Україні, у Миронівській міській громаді Обухівського району Київської області. До 2020 року — адміністративний центр Карапишівської сільської ради, а нині Карапиші — центр Карапишівського старостинського округу. Населення становить 2427 осіб.

## Назва
Назва села Карапиші має чорноклобуцьке походження, а саме тюркську та татарську складові у назві — Кара+пиш/паш. Так у перекладі з тюркської мови: кара — «чорний», а «паш» або «баш» — від татарського діалектизму — значить «голова» (рос. тюркізм «башка»).

## Географія
Карапиші — село на Пороссі, що розташоване на рівнині, по обидва береги річки Расавки, за 72 км від обласного центру, 63 км від районного центру та 18 км від адміністративного центру міської громади та служить продовженням Білоцерківського і Кагарлицькому степів. За 4,4 км знаходиться найближча залізнична станція Карапиші. За 3 км на північний схід від станції Карапиші та за 0,8 км на схід від села Карапиші, на правому березі річки Расавки розташовано Карапищівське родовище гранітів. 
Місцевості (кутки)
- Бесаківка
- Бобокалівка
- Головківка
- Динниківка
- Довгоп'ятівка
- Замостя
- Лука
- Пром
- Сосюрівка
- Царина
- Широка
- Шульгівка

Хутори
- Дяченківський (нині знесено та переселено в межі села).
- Тарган.
- Лютарський. Під час столипінської реформи на околиці Карапишів у Поповій леваді, що розташовувалася між лісом та безіменною річечкою, що впадає в Расавку, одержали земельні ділянки (по сім десятин) брати Запорозькі — мешканці села Лютарі. Згодом вони оселилися на цій землі, посадили сад, а по сусідству із ними почали селитися люди з Саварки, Мисайлівки, Лютарів. Так нічийна земля перетворилася на хутір Лютарський. Люди господарювали на своїй землі до 1930 року, доки їхні землі не забрали у колгосп. Вже по війні, влітку 1946 року, збудована станцію приміського залізничного сполучення Лютарський. З декількох хатин утворилася вулиця, яку названо на пошану заслуженого працівника сільського господарства Української РСР, Героя Соціалістичної Праці Надії Кривошеї[7].

Вулиці
У Карапишах налічується 30 вулиць та один провулок.
- Бобокалівка (Кутузова)
- Богородицька (Котовського)
- Богуславська
- Вишневського (Суворова)
- Гагаріна Юрія
- Героїв України (Червоноармійська)
- Головківка
- Даниленка Анатолія
- Кривошеї Надії
- Лугова
- Максимівка (Першотравнева)
- Мирна (Кірова)
- Молодіжна
- Мохонька Ярослава (Перемоги)
- Набережна
- Незалежності
- Новосілка (Чапаєва)
- Пастушенка (Щорса)
- Польова (Нахімова)
- Поштова
- Садова
- Святомихайлівська (Петровського)
- Ситника Олександра
- Соборна (Матросова)
- Тиха (Куйбишева)
- Франка Івана (Горького)
- Хмельницького Богдана
- Шевченка Тараса (Дзержинського)
- Широка (Мічуріна)
- Шульгівка

Провулки
- Петровського

## Населення
У 1740 році населення становило 1300 осіб, у 1790 році — 2007 осіб, у  1882 році — 4452 особи, у 1902 році — 6479 осіб, у 1914 році — 7357 осіб, у 1932 році — більше 6000 осіб. До урбанізації 1970-х років населення села становила 5557 осіб. За даними всеукраїнського перепису населення 2001 року у селі мешкала 3081 особа, нині — 2427 осіб. 
Мова
Розподіл населення за рідною мовою за даними перепису 2001 року був наступним:
| українська | 3012 | 97,76 |
| російська  | 56   | 1,82  |
| вірменська | 7    | 0,23  |
| білоруська | 1    | 0,03  |
| румунська  | 1    | 0,03  |
| інші       | 4    | 0,13  |

## Історія

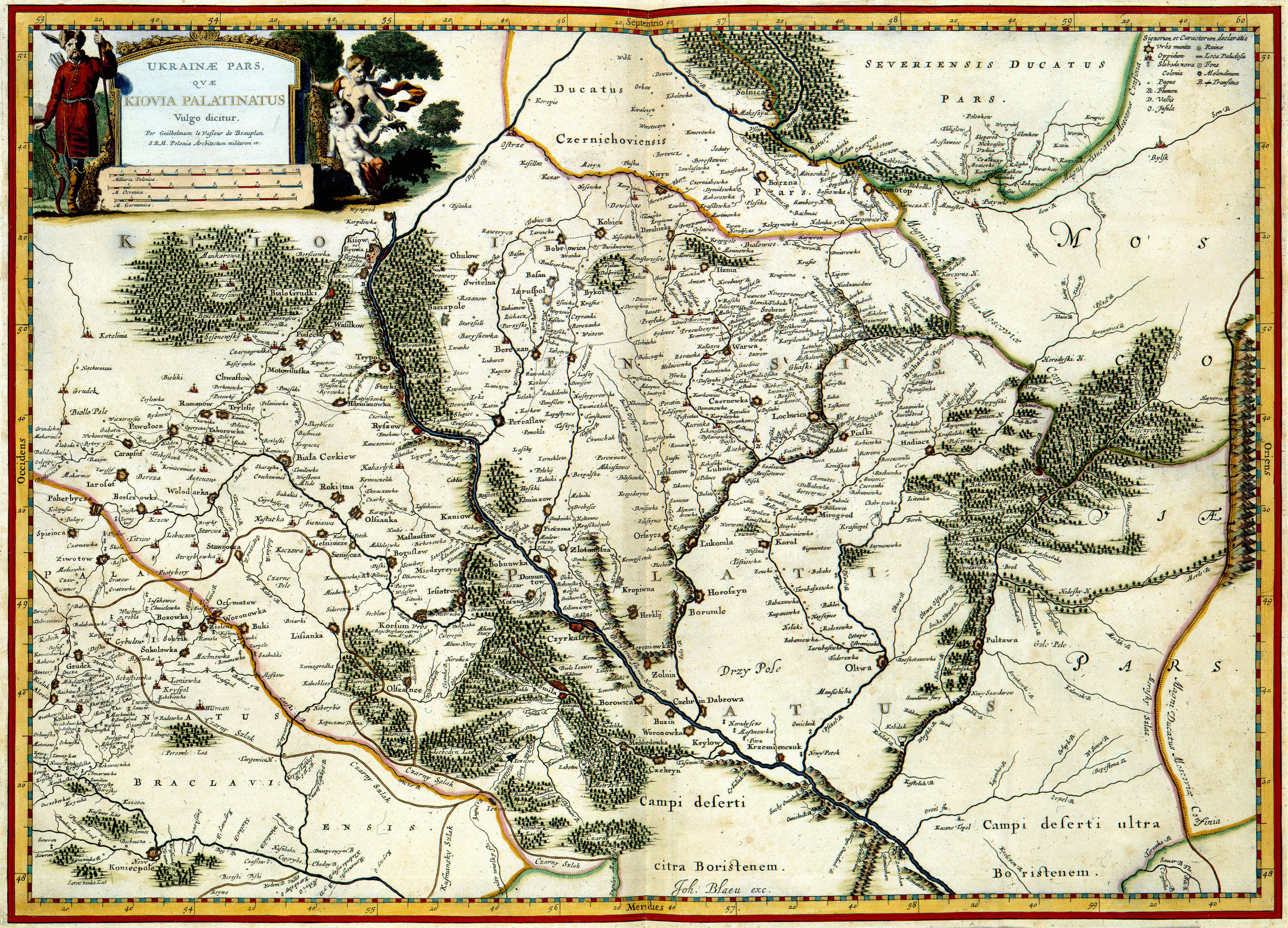
Мапа Київщини «Kiovia Palatinatus», складена Ґійомом Левассер де Бопланом

Час заснування поселення слід вважати в межах князювання Ярослава Мудрого. Саме у X—XI століттях проходить активне заселення Поросся як прикордонної, буферної лінії тюркомовними чорними клобуками (чорні шапки, каракалпаки) — історична назва об'єднання тюркських кочових племен (печенігів, торків, берендеїв), осілих у лісостеповій частині Київської Русі (переважно у регіоні річки Рось) у XI—XII століттях задля спротиву набігам половців. 
Перше відоме позначення села Карапиші на мапах припадає на 1650 рік. Тоді французький інженер і військовий картограф Ґійом Левассер де Боплан, який перебував на польській службі, проводив топографічне знімання течії Дніпра та смуги прилеглої території і за результатами якого склав мапу Київщини «Kiovia Palatinatus» (мапа Боплана взята з Великого атласу Блау. виданого в Амстердамі поміж 1662—1672 роками), на якій Карапиші (пол. Karapysze) позначає досить значним поселенням (більше 1500—2000 осіб) та вказує на важливе транспортне та адміністративне його положення.
У XVIII столітті село належало до Богуславського староства Київського намісництва, власниками якого у першій половині століття був граф Юрій Любомирський, у другій половині — Францішек Жевуський, а потім перейшло у власність польського короля Станіслава-Августа Понятовського. У 1739 році в Карапишах збудована Свято-Михайлівська церква, 1765 року — церква Різдва Пресвятої Богородиці. У 1740 році в селі було 208 домогосподарств з населенням 1300 осіб. У 1790 році населення збільшилося до 2007 осіб, з них православних — 3666, римо-католиків — 27 осіб.
1798 року, після смерті Понятовського, Богуславське староство, у тому числі й Карапиші, викупив граф Францішек Ксаверій Браницький. Почалося освоєння та обробка степових земель, де згодом стали вирощувати пшеницю. Завдяки чому молода дружина графа Браницького Олександра розгорнула жваву торгівлю зерном.

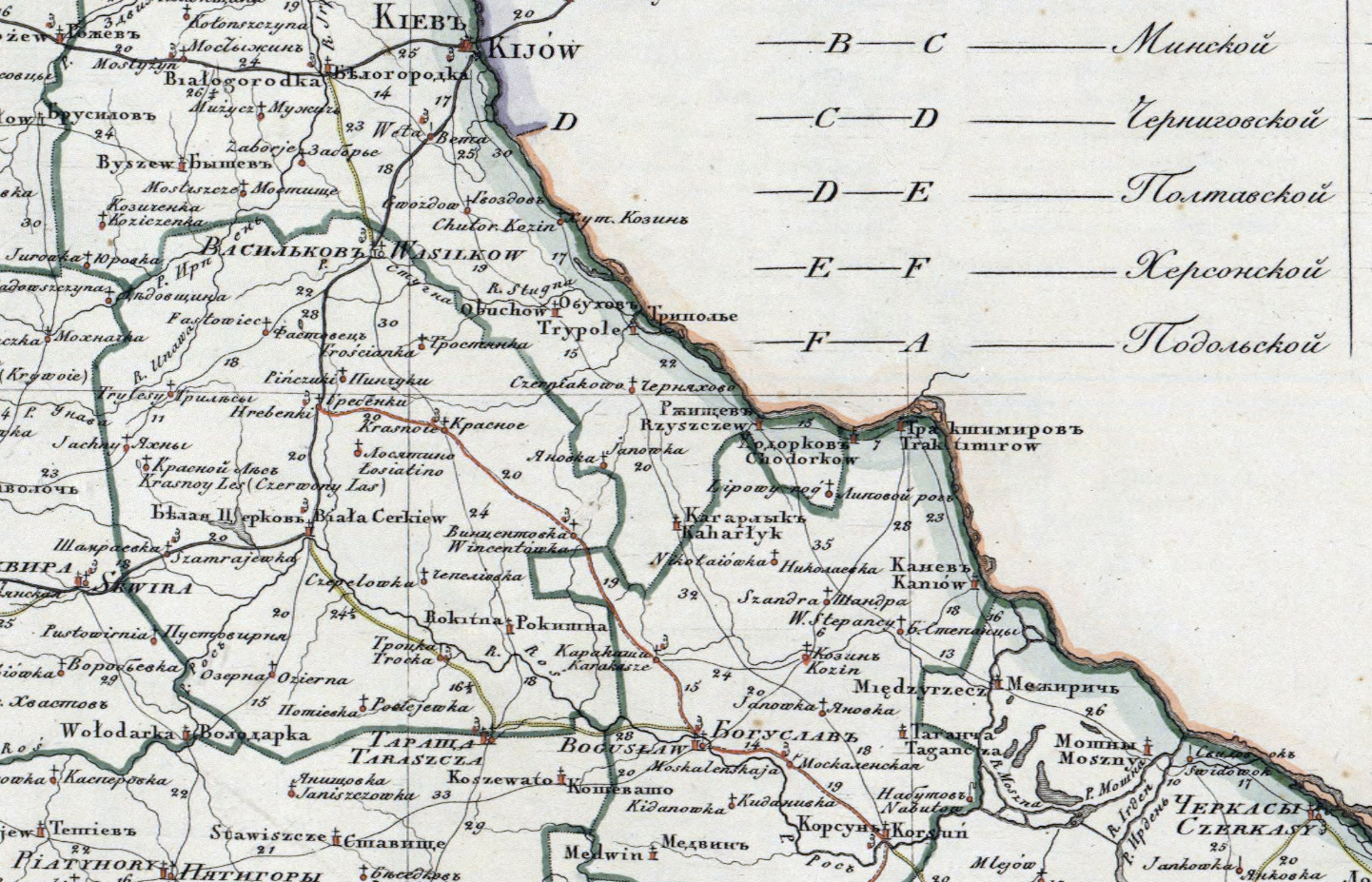
Київська губернія. Від Києва до Черкас (1821)

У XIX столітті Карапиші належали до Пустовійтівської волості Канівського повіту Київської губернії. Так, на мапі Київської губернії, 1821 року Карапиші позначено, як Каракиши та Karakasze. Після смерті графині Браницької 15 серпня 1838 року усі маєтки Браницьких перейшли у спадок її синові Владиславу, який успішно продовжив економічну діяльність матері. Від середині 1800-х років, у зв'язку з розвитком цукроваріння, на землях Браницьких стали вирощувати ще й цукровий буряк.
Від 1846 року Карапиші належали до Канівського повіту Київської губернії. У 1855 році в селі пройшли заворушення. Підбурені церковним дяком селяни вимагали від священика о. Г. Яворського видати грамоту про звільнення від кріпацтва. Дяка було заарештовано та відправлено до Канівської в'язниці. З подібними вимогами селяни виступали й у 1861 році.
Після утворення Пустовійтівської волості село Карапиші увійшло до її складу, але усі волосні установи, такі як пристав, канцелярія, волосний суд, розташували у Карапишах. Тут проводилися традиційні ярмарки, на які збиралося багато людей. У селі процвітала торгівля горілкою, а на ярмарку було багато таких «точок», тому 1880 року на прохання селян губернська влада повністю заборонила їх функціонування.
На початку XX століття у селі діяли дві православних церкви, три каплиці, однокласна народна школа, заїжджий двір, водяний млин, двадцять вітряків, чотири олійниці, шість кузень. Хворих приймав фельдшер. У 1904 році у Карапишівській народній школі працював видатний український письменник Степан Васильченко. У 1913 році у Карапишах відкривається народна бібліотека, а 1914 року — двокласне народне училище. У 1913 році поблизу Карапишів відкрито залізничну станцію. 
Червона армія окупувала Карапиші у лютому 1918 року. Вже у березні 1918 року за результатами Брест-Литовського мирного договору Карапиші повертається під контроль УНР за підтримки німецьких та австро-угорських військ. У червні—серпня 1918 року вибухнуло Звенигородсько-таращанське повстання за відновлення Української Центральної Ради проти Української Держави та його австро-німецьких союзників. У повстанні активну участь брали й карапишани. Після краху Гетьманату у грудні 1918 року село захопили війська Директорії УНР. На початку 1919 року на Правобережжі були розгромлені війська Директорії, і станом на весну 1919 року територія Правобережної України знову була окупована більшовиками.
Під час громадянської війна у колишній Російській імперії село не раз ставало об'єктом нападів загонів козаків під керівництвом отамана Зеленого. У 1920 році остаточно відновлена влада більшовиків у Карапишах.
1921 року організовано перше ТСОЗ «Лютий», створено кредитне товариство, яке постачало селянам плуги, культиватори, борона та інший інвентар, а також сортове насіння. У 1921—1922 роках ще шістнадцять аналогічних ТСОЗ, зокрема, «Червона нива», «Хлібороб», «Рілля», «Трудовик», «Дружба», «Праця», «Червоноармієць» та інші. Першими головами товариств працювали А. О. Усенко, П. П. Шульга, С. Г. Буценко, Г. Ю. Кравченко. Завдяки Григорію Григоровичу Мальчику, працівникові київського заводу «Арсенал» та присланій арсеналівцями динамо-машині у селі засвітилися перші жарівки.
У 1921 році також створений загін кінної міліції. Віктор Беклінов, агроном за фахом, очолював Карапишівський земельний комітет. 1923 року Пустовійтівська волость відійшла до новоствореного Миронівського району у складі Корсунської округи Київської губернії. Беклінов залишився у селі та займався переселенням малоземельних селян у степ.
У 1928—1929 році радянська влада запровадила масову колективізацію. У кожному районі (кутку) села створені агітаційно-вербувальні бригади й до січня 1932 року колективізація у Карапишах йшла самопливом. Протягом січня 1932 року створено чотири колгоспи, до складу яких входило більше половини індивідуальних селянських господарств. Це були колгоспи: імені Сталіна (голова Сават Власенко), «Перемога» (голова Я. Т. Листопад), імені Петровського (голова Бережний), «Жовтень» (голова Калантай). Головою сільської ради працював присланий в Карапиші росіянин Касатонов. Аби залякати селян і змусити їх масово записуватися у нього, були розкуркулені кілька селянських родин, зокрема, Шкапу О. В. з дружиною, старими батьками і 8 дітьми вислали до Сибіру, де вони й померли. Родину Ільченка М. В. 1932 року заслали на Соловки. Цілу групу селян за небажання йти в колгоспне кріпацтво або навіть за невдоволення організацією праці та оплати в колгоспі репресували. В газеті «Шлях колгоспника» від 24 січня 1932 року в статті «Діють наруч куркулеві» подано опис роботи однієї з таких «бригад»: «У с. Карапиші на 4-му р-ні працює хлібозаготівельна бригада в складі: Дземи Василя (партієць), Одарченка Аврама (член с/р), Семенівського Конона, Соловченка Василя, Махині Андрія. Ця бригада не дбає за вирішення хлібозаготівлі на своєму районі, а займаються заготівлею продуктів для себе. Знайшовши 1 пуд. меду, 1,5 пуда сала та декілька пудів хліба, «бригада» все це розподілила поміж собою. Сільрада ніяких заходів не вживає до рвачів, які зривають хлібозаготівлю своїми наруч куркульськими вчинками». 
У 1929—1930 роках у Карапишах було створено машинно-тракторну станцію. До парку станції входили трактори «Фордзон», «ХТЗ» та «Універсал», які обробляли поля не лише у Карапишах, але й у сусідніх Пустовітах, Вікторівці, Олександрівці, Зеленьках та Юхнах.
Під час Голодомору 1932—1933 років, від штучного голоду у Карапишах померло 2113 осіб. Встановлено прізвища лише 90 жертв, з них 54 — діти. Померлих ховали у спільних ямах на сільських цвинтарях.
Під час Великого терору 1937—1938 років, коли сталінські репресії були різко посилені й доведені до максимуму своєї інтенсивності, було репресовано близько 40 мешканців села, багато хто не повернувся з таборів.
За даними на грудень 1938 року у Карапишах діяло вже чотири колгоспи — імені Петровського, імені Сталіна, Третій вирішальний та імені Хрущова. У 1939 році колгоспник Ярмола К. М. був народжений орденом Трудового Червоного прапора.
З початком німецько-радянської війни більшість чоловічого населення Карапишів пішла на фронт. Оборонні бої за село Карапиші під час Київської стратегічної оборонної операції вели 199-та (під командуванням полковника О. М. Алєксєєва) і 289-та стрілецька дивізії (під командуванням полковника Д. Ф. Мкашанова) та 14-та кавалерійська дивізія 158-го кавалерійського полку. Село було окуповане Вермахтом 28 липня 1941 року.
30 січня 1944 року Карапиші були відвойовані з-під німецької окупації батальйонами 54-го укріпрайону під командуванням генерал-майора Михайла Титовича Карначова. В боях при реокупації села загинуло 514 вояків Червоної армії, які поховані у братській могилі, що в центрі села. На могилі встановлено пам'ятник матері, яка у жалобі схилила голову над своїми синами, які не повернулися з війни. За героїзм, проявлений під час німецько-радянської війни, 188 карапишан нагороджені орденами та медалями. Серед них — Литвин М. Й., нагороджений Орденом вітчизняної війни та численними медалями, медсестра Дяченко Н. Д., рятувала поранених у військовому шпиталі під час оборони Аджимушкайських каменярень у Криму.
Після війни зруйновані Карапиші було відроджено у найкоротші терміни. 1950 року у Карапишах створено колгосп імені Сталіна, який 1962 року перейменовано на «Прогрес». На берегах Расавки люди видобували торф, який використовували для опалення будинків. У 1950-х роках у сусідній Олександрівці запрацювала торфоартіль, центральна контора якої розташовувалася у Карапишах. Робітники працювали у три зміни, обслуговуючи скреперно-елеваторну машину «СЭ-3». Карапиші також славилися своїми млинами. Так у повоєнні роки у селі ще працювали декілька старовинних млинів — Юрків млин, два млини Лопати, два млини Харитона Даниленка та Щербин млин. На початку 1980-х років у селі стояли уламки старого вітряка.
На початку 1970-х років у Карапишах розташовувалася центральна садиба колгоспу імені Щорса. Господарство спеціалізувалося на вирощуванні зернових культур та м'ясо-молочному тваринництві, також у допоміжних галузях — садівництві, овочівництві, птахівництві та рибництві. У селі також розташована філія Миронівського районного об'єднання «Сільгосптехніка», торфопідприємство, кам'яний кар'єр. На той час у селі працювали чотири школи (середня, дві восьмирічних та початкова), сільський Будинок культури, дві бібліотеки та лікарня з пологовим відділенням.
У 1991 році головою правління колгоспу імені Щорса став уродженець Карапишів Анатолій Степанович Даниленко. Під його керівництвом проходить реформування колгоспу у КСП «Карапиші» (розпаювання земель, акціонування майна і т.д.), потім АТЗТ «Карапиші», яке ліквідовується 15 січня 2000 року згідно рішення загальних зборів. Правонаступником нібито стає новостворене СТОВ «Карапиші» (у рішенні зборів — правонаступник дебіторської та кредиторської заборгованості), яке також у стадії ліквідації з 2001 року. З 2001 року в селі Карапиші успішно працює СТОВ «Агросвіт», одноосібним власником якого вже є дружина Анатолія Степановича, Даниленко Валентина Петрівна. У виробничі потужності господарства входять цілісні майнові комплекси — племзавод із розведення великої рогатої худоби голштинської породи молочного напряму, свиноферма та племрепродуктор свиней, машинно-тракторна станція, автопарк, промислова база, мехмайстерня, птахоферма, тепличне господарство та багато іншого. У жовтні 2010 року у Карапишах відкрився «Міні-маркет», в якому власну продукцію пропонували СТОВ «Карапиші» та ПП «Агротехспілка „Україна“». Упродовж 1992–1994 років завершено газифікацію села.

## Пам'ятки, визначні місця

### Свято-Михайлівська церква
Дерев'яну Свято-Михайлівську церкву у Карапишах збудовано у 1739 році. Ось список ерекції, або фундуша церковного (дари для розвитку церкви), виданого у 1739 році старостою богуславським князем Єжі Любомирським Карапишівській Михайлівській церкві: 
«Єжі Ігнацій князь панства Римського, граф на Вишничу та Ярославі Любомирський, богуславський, ричівольський та лібуський староста; кавалер ордену Білого Орла та святого Генріха; генерал-лейтенант найяснішого короля польського та електора саксонського. Відомо кожному, хто про це повинен знати, що, спонукуючись сприянням Божої слави, і маючи особливу пошану до підданих моїх сіл новонаселених Карапишів до того ж Богуславського староства, щоб вірні не залишилися без пристойного богослужіння і вживання святих таїнств, з особливого християнського наміру, я поставив церкву в селі, згаданому вище, яка, хоч і з найдавніших часів була в цьому селі, і що вона занепала від дій ворога, тепер, коли ім'я Боже в Пресвятій Трійці слід поставити на тому ж місці, для нового храму землю дає. Дано в моєму варшавському палаці 26 березня 1739 року».
Правив у церкві о. Василь Руденко, посвячений у 1726 році в Переяславі до Білоцерківської Андріївської церкви, а сюди переведено після прийняття Унії у 1738 році, але у 1746 році підданий візитатором стягненню за те, що дотримувався звичаїв православних. У 1860-х роках церкві належало 76 десятин землі, а по штатах її віднесено до 5-го класу. У 1870-х роках у церкві правив о. Ілля Маяковський.

### Церква Різдва Пресвятої Богородиці
Дерев'яну церкву Різдва Пресвятої Богородиці, закладено у 1745 році «на новий фундуш», а закінчена лише у 1765 році. Через поганий стан у 1849 році давню церкву було розібрано та збудовано теперішню, але вже на іншому місці. У 1860-х роках церкві належало 40 десятин землі, а по штатах її віднесено до 4-го класу. До церкви Різдва Пресвятої Богородиці приписано село Бутівка, перейменоване пізніше на Олександрівку. Нині церква перебуває у користуванні парафії Різдва Пресвятої Богородиці Київської єпархії Православної церкви України.

## Пам'ятки монументального мистецтва

### Меморіали, пам'ятники
- На місці масових поховань жертв Голодомору 1932—1933 років на центральному сільському цвинтарі у 2000 році за ініціативою голови СТОВ «Агросвіт» с. Карапиші Даниленко В. П. встановлено пам'ятний мармуровий хрест «Жертвам Голодомору 1932—1933 рр.»[20].
- Меморіал слави односельцям, які загинули під час німецько-радянської війни 1941—1945 років. Меморіал, що складається з гранітного обеліска та гранітних плит, на яких викарбувано імена 514 воїнів, чиї життя було обірвано страшною війною. Лише 38 бійців-односельців поховано на території України. Місце поховання 371 воїна — невідоме[13]. Відкриття відбулося 9 травня 2000 року у парку Слави села Карапиші[22].

## Археологічні розвідки
Археологічним свідченням перебування на теренах села чорних клобуків в околицях села Карапиші було розкопано тюркський курганний могильник. Досліджено три кургани з трупоспаленням другої половини І тисячоліття нашої ери та сарматські поховання. У 1863 році знайдено мідний хрест та складну іконку.

## Відомі люди
Народилися
- Гарбуз Володимир Васильович — український художник. Неодноразовий номінант Національної премії України імені Т. Г. Шевченка.
- Гуленко Дмитро Йосипович — екс-віце-президент ПрАТ «ХК „Київміськбуд“» орден «За заслуги» І ступеня.
- Даниленко Анатолій Степанович — академік Національної академії аграрних наук України, доктор економічних наук (1997), кандидат сільськогосподарських наук, заслужений працівник сільського господарства України (1994). Державний службовець 1-го рангу. На його честь названо вулицю у Карапишах.
- Даниленко Віктор Михайлович — український історик.
- Капшук Віктор Дмитрович — Герой Радянського Союзу[25].
- Кривошея Надія Самсонівна — заслужений працівник сільського господарства Української РСР, Герой Соціалістичної Праці, 2 ордени Леніна, 2 ордени Трудового Червоного Прапора. Народилася на хуторі Лютарі. На її честь названо вулицю у Карапишах.
- Медведенко Станіслав Юрійович — український баскетболіст. Чемпіон НБА (2001, 2002).
- Мохонько Ярослав Олександрович (1991—2022) — старший солдат Збройних Сил України. Учасник російсько-української війни.
- Пилипенко Олександр Сергійович — Заслужений працівник промисловості України, Голова правління та директор АТ «Завод залізобетонних конструкцій імені Світлани Ковальської» (м. Київ).
- Скляновський-Гордієнко Іван — командир куреня УПА «Гайдамаки».
- Тонкошкур Василь Антонович — український партійний діяч. Герой Соціалістичної Праці.
- Шелифіст Олександр Анатолійович (26 вересня 1981 — 20 березня 2022) — учасник російсько-української війни. Випускник Миронівської ЗОШ № 3, здобув професію тракториста у Степанецькому професійно-технічному училищі. Строкову службу проходив у військах ППО. Після повернення з армії працював в охоронній фірмі у Києві. У 2016—2017 роках брав участь в АТО. Після повномасштабного вторгнення російських окупантів на територію України мобілізований до військового резерву, 25 лютого 2022 року.
- Ярмола Віктор Маркович — український господарник, Герой Соціалістичної Праці. Колишній директор Київського заводу верстатів-автоматів. Нагороджений трьома орденами Леніна, орденами Трудового Червоного Прапора та «Знак Пошани». На його честь названо корабель та вулицю у Києві.

Перебували
- Степан Васильченко — український письменник і педагог. Вчителював у місцевій школі у 1903 році.

## Інфраструктура
У Карапишах працюють чотири великих виробничих комплекси — ПП «Агротехспілка «Україна», ДП «Карапиші Насіння», КРП «Металіст» та СТОВ «Агросвіт», які забезпечують не лише добробут односельців, а й розвиток їхньої соціальної інфраструктури. Завдяки їм у селі функціонують два дитячі дошкільні заклади, загальноосвітня школа I—III ступенів, дві бібліотеки, Будинок культури та історико-краєзнавчий музей села. 

### Освіта
У селі функціонує опорний заклад освіти «Карапишівський академічний ліцей Миронівської міської ради Київської області».
Для найменших мешканців села працює дошкільний навчальний заклад «Колосочок», розрахований на 60 дітей. У садочку працює три групи, де виховується 65 дітей. Всі культурні заходи проходять в сільському Будинку культури, де щодня працює бібліотека та при якому діють фольклорно-етнографічний ансамбль «Надвечір'я», народний хор «Калина» та зразковий дитячий танцювальний колектив «Первоцвіт», а також працює Карапишівський історико-краєзнавчий музей.

#### Історія розвитку шкільництва у Карапишах
У грудні 1874 року інспектором народних училищ Київського навчального округу Іваном Чечетом перед попечителем Київського навчального округу була порушена справа про відкриття однокласного народного училища у селі Карапиші. 10 березня 1875 року було винесене рішення Карапишівської сільської сходки про будівництво народного училища, яке утвердили своїми підписами сільський староста 1-ї дільниці Ничипір Пилипенко та сільський староста 2-ї дільниці Антон Гарбуз. Вже за рік, 19 жовтня 1876 року інспектором народних училищ Яковом Гребенниковим було послане повідомлення на ім'я попечителя Київського навчального округу, в якому рапортувалося, що «…5 числа поточного жовтня у вівторок, при великому зборі мешканців села обох статей названого села і в присутності сільської влади відкрито мною однокласну народну школу Міністерства народної освіти… Придбаний громадою селян села Карапиші для училища будинок пристосований та дві десятини землі…». Саме у цій школі у 1903 році вчителював Степан Васильченко, у майбутньому відомий український письменник.
4 листопада 1907 року пройшла посвята Карапишівської двокласної школи. На спорудження школи витрачено 15000 карбованців, які зібрала громада, земство та Міністерство. Будинки учителів зведено окремо. Кімнати тут просторі, з великими вікнами. Після посвячення з промовами виступили вчитель Закону Божого отець Кльопов та уповноважений від громади селянин Ільченко.
12 грудня 1910 року громада знову подала клопотання про відкриття чотирьохкласного училища, але це рішення було замінено іншим рішенням від 22 травня 1911 року про відкриття в селі Карапишах ремісничого училища. Однак це питання не знайшло вирішення. Тому у 1912 році знову повернулися до питання про відкриття у селі чотирикласного училища та й потреба у такій школі була нагальною. 23 лютого 1912 року уповноважений від Карапишівської сільської громади Порфирій Миколайович Ільченко подав до інспектора народних училищ 7-го району Київської губернії клопотання перед Міністерством народної освіти про відкриття в селі Карапишах чотирикласного міністерського міського училища. Громада видавала у повне розпорядження Міністерства земельну ділянку площею близько трьох десятин та приміщення для цього училища, а утримання назавжди закріплювалося за Міністерством. Законом від 25 червня 1912 року встановлено новий тип народних шкіл — так званих Вищих початкових училищ з чотирирічним курсом навчання. У відомості пропонованих до відкриття у 1914 році вищих початкових училищ у Київському навчальному окрузі, зокрема у розділі «Канівській повіт», пропонується відкриття такого училища у Карапишах, бо на той час тут діяло одне двокласне сільське училище та одна церковнопарафіяльна школа. 
Після подій жовтневого перевороту 1917 року опіку над народною освітою в Україні взяло на себе українське учительство, яке негайно взялося за українізацію навчального процесу у школах. Підвищення рівня освіти та грамотності населення припадає на 1922 рік. По окремих хатах працювали групи лікнепу, де дорослі вивчали грамоту, навчалися писати, читати, рахувати. Щодо лікнепів, то у селі утворювали групи з 20 осіб, до складу яких входили вчителі та учні 6—7 класів. Три рази на тиждень проводилося навчання: у суботу, неділю і середу. Спеціально ля лікнепів були випущені книги «До світла». Першою вчителькою лікнепу була Лопата Віра Макарівна. 
До 1930 року діти навчалися у карапишівській семирічній школі. У 1931/1932 навчальному році у різних кутках села (на Перемозі, Сталіні, Петровському) були відкриті початкові класи у колишніх хатах заможних селянин, яких комуністична влада вислала із рідних місць. У народі такі школи називали Моргалівська, Гарбузівська, Зименківська, в залежності від того, хто мешкав у тій хаті до колективізації 1928—1933 років. У різні роки, аж до кінця 1980-х років в селі було 4 школи — одна восьмирічна, дві початкових та одна середня, серед них:
- Карапишівська школа № 1 була семирічною до 1936/1937 навчального року, але вже з наступного 1937/1938 навчального року стала середньою школою. У 8—10 класах навчалися не лише карапишани, але й діти з сусідніх сіл: Юхни, Пустовіти, Саварка, Олександрівка. До війни директорами школи були Багінський Іван Степанович, Дяченко Сергій Іванович. Передавали свої знання учням Даниленко Прокіп Андрійович, Василенко Федір Прокопович, Чепинога Олександра Логвинівна, Щербак Андрій Юхимович, Мельник Валентина Іванівна, Мельник Іван Никифорович, Одарченко Сергій Полікарпович. Середню школу до 1941 року очолював Головченко Василь Дорофійович, за фахом учитель історії. За успіхи в роботі він був нагороджений орденом Трудового Червоного Прапора.
- Карапишівська початкова школа № 2 розташовувалася у хаті Гарбуза. Після німецько-радянської війни нею завідували Недоступ Василь Мусійович, Лазаренко Іпатій Антонович, Полішко Ольга Федорівна. Після початкових класів навчалися вже у двох Федьківських будинках. Пізніше добудували на широкому обійсті третій фінський будиночок. У двох будинках навчалося по 2 класи, у третьому — 1 клас, і був там кабінет фізики. Директорами цієї школи у різний час були Дяченко Василь Євтухович, Козубенко Михайло Гордійович, Василенко Тихін Прокопович, Бойко Єфрем Павлович, Шевченко Валентина Федорівна, Журба Василь Іванович. Вчителювали у школі Сергій Данилович та Марія Василівна Шубські, Іван Васильович та Лідія Іванівна Піскови, Андрій Маркович та Лідія Іванівна Пилипенко, Вакуленко Уляна Стахівна, Пилипенко Варка Антонівна, Пастушенко Василь Дмитрович, Павлідіс Ліда Степанівна, Дишлова Одарка Пилипівна та інші.
- Карапишівська початкова школа № 3 розташовувалася у хаті Миколи Ткаліча, де навчалося 2 класи, у хаті Миколи Ткаченка — навчався 3 клас, у хаті Моргаля — навчався 4 клас. До червня 1941 року у карапишівській початковій школі № 3 працювали Дідківський Володимир Іванович, Недоступ Василь Мусійович, Максименко Левко Йосипович, Немлій Йосип Кузьмович, Одарченко Текля Василівна. Після війни школу очолила Саленко Марія Панкратівна, а навчали дітей — Гребінник Люба Павлівна, Лазоренко Іпатій Антонович, Полішко Ольга Федорівна, Бишовий Юхим Тодосьович, Ільченко Григорій Сергійович, Штапенко Сергій Миколайович.
- Карапишівська школа № 4, завідували Сопільченко Давид Іванович та Бишова Раїса Юхимівна, а вчителювали Безмага Надія Кононівна, Степура Марія Юхимівна, Авраменко Ганна Павлівна, Дьома Любов Іванівна, Цюцюра Кіндрат Дем'янович.

Під час німецької окупації навчання фактично не велося. Приміщення середньої школи було віддане під військову комендатуру. 31 січня 1944 року село було визволено від німецьких окупантів. Із визволенням села відновилося навчання у школі. Навчання розпочали 20 лютого 1944 року у початковій школі, яка розташовувалася на території колгоспу «Перемога». Було дві книжки на всю школу. Зошити вчителі робили для учнів з паперу, який військові давали з обмоток польових шапок. Олівців, ручок було мало. У кого не було ручки, рахував задачу крейдою на дошці. У військових брали газети, розрізали їх на частини і давали додому завдання із читання. Діти всі ці листочки вивчали на пам'ять. На той час сільська рада не мала чим допомогти школі, через те, що її бюджет дорівнював нулю. Допомагав школі колгосп. Тому й школа відгукувалася на прохання колгоспу. Прийшло у колгосп дві директиви: збирати хліб на танкову колону й на посівну. Тоді на танкову колону зібрали 15 тон, а на посівну — 14 тон збіжжя.
У 1946 році після демобілізації повернувся працювати на педагогічну ниву Головченко Василь Дорофійович, який й очолив педагогічний колектив Карапишівської середньої школи. Згодом повернулися й інші вчителі-фронтовики. Так, Дьома Микола Григорович по закінченні війни повернувся у рідне село й о виходу на заслужений відпочинок працював учителем початкових класів разом із своєю дружиною Євдокією Іванівною. Також повернувся до рідного села вчитель біології та географії Одарченко Сергій Полікарпович, котрий продовжував працювати вчителем біології. Захоплений квітами, зумів перетворити школу у квітучий сад. Його руками був створений прекрасний розарій, разом з учнями займався прищеплюванням фруктових дерев, навколо школи були розбиті ділянки, на яких учні вирощували овочеві культури. За свою сумлінну працю нагороджений знаком «Відмінник народної освіти УРСР». Поряд з чоловіком працювала його дружина Зоя Андріївна — вчитель початкових класів. Згодом у школі почала працювати донька Пастушенко Інна Сергіївна, вчителька хімії. Сьогодні педагогічну спадщину примножує внучка Сергія Полікарповича — учителька географії однієї з Броварських шкіл Пастушенко Валентина Володимирівна.
Призваний до лав Червоної армії був Шевченко Олексій Євтухович. За доблесну службу мав багато нагород, серед них — ордени Бойового Червоного прапора. У 1963 році був призначений на посаду директора восьмирічної школи, а наступного, 1964 року перейшов працювати до Карапишівської середньої школи. Школа на той час складалася з чотирьох окремих корпусів та налічувала 900 учнів. У 1974 році Олексій Євтухович пішов з посади директора школи на заслужений відпочинок. На базі Карапишівської середньої школи було створено учнівську виробничу бригаду, очолювану учителем трудового навчання Сосюрою Віктором Івановичем. За високі врожаї цукристих, зібрані членами виробничої бригади її учасники неодноразово займали перші місця в області.
Через те, що село займає велику територію, то школи розташовувалися по різних колгоспах аж до їх об'єднання у 1950 році: Карапишівська початкова школа – на території колгоспу «Перемога», середня школа – на території колгоспу «Вирішальний», восьмирічні – на територіях колгоспів імені Петровського та імені Сталіна. У чотирьох школах навчалося близько 1500 учнів. У 1960-х роках у Карапишах працювала ще й школа сільської молоді.
Новий етап в історії освіти краю розпочався на початку 1970-х років. Саме в ці роки гостро постало питання будівництва приміщення середньої школи. Вирішальну роль у розв'язанні цієї проблеми відіграв тодішній перший секретар райкому партії, випускник школи Тонкошкур Василь Антонович, за участю якого розпочалося будівництво нової школи у Карапишах. 1 вересня 1975 року відбулося урочисте відкриття новозбудованої триповерхової школи, на 600 місць. На той час ще продовжували працювати дві початкових та одна восьмирічні школи. У 1979—1982 роках за ініціативою правління колгоспу імені Щорса та виконкому Карапишівської сільської ради було проведено об'єднання педагогічних та учнівських колективів усіх карапишівських шкіл. Директорами середньої школи на той час були Бабець Володимир Іванович, Андрущенко Микола Олексійович, Мельниченко Галина Михайлівна.
У 1987—2020 роках педагогічний колектив школи очолював Свистуленко Петро Павлович. За цей період Карапишівська загальноосвітня школа двічі змінювала назву, так, у 2016—2019 роках — комунальний заклад Карапишівська загальноосвітня школа I—III ступенів Миронівської районної ради Київської області, у 2019—2020 роках — опорний заклад освіти «Карапишівський академічний ліцей — центр позашкільної освіти Миронівської районної ради Київської області». Від листопада 2020 року ліцеєм керує Ситник Валентина Миколаївна. У 2021 році відбулося чергове перейменування навчального закладу на опорний заклад освіти «Карапишівський академічний ліцей Миронівської міської ради Київської області». Нині у навчальному закладі працює 26 педагогічних працівників, соціальний педагог, практичний психолог та педагог-організатор і навчається 269 дітей. Діє організація учнівського самоврядування «Вулик». Функціонують кабінети української мови та літератури, історії та правознавства, фізики, хімії, і географії та біології, математики, інформатики, методичний кабінет, майстерня, актова зала, бібліотека та медіатека, їдальня та сучасний спортивний комплекс.

### Охорона здоров'я
Ще до початку 1907 року на території Пустовійтівської волосної управи в селі Карапишах діяв фельдшерський пункт. Джерелом водопостачання був простий колодязь, газова лампа служила за освітлення. Опалювали пункт простою піччю. Сам пункт розташовувався у випадковій будівлі і при ньому не було транспорту. Персонал складався з одного фельдшера та санітарки.
У 1996 році на базі дільничої лікарні створений санаторій «Кришталевий палац», який був на утриманні СТОВ «Карапиші», а від 1999 року перейшов на санаторське утримання. До 2005 року тут оздоровлювалися люди з усієї Київщини. Нині лікувальний заклад перебуває у стадії реорганізації. Працює аптека.

### Транспорт
Авторитет транспортного положення села активно зростає та використовується за часів окупації Росією у XVII—XVIII століттях південного-сходу України та північних територій Османської імперії. Саме у цей час активно розбудовується мережа шляхів та поштових станцій (рос. Почтовая станция або рос. Ямская гоньба), що виконували функцію військової комунікації та кореспонденції на напрямку Київ—Єлисаветград на ділянці Вінцентівка (нині Телешівка) — Карапиші — Богуслав — Новомиргород — Єлисаветград. Активно модернізується польська поштова інфраструктура та змінюється напрямок руху кореспонденції (із захід-схід на північ-південь. Відповідно розбудовується і сервісна служба (гужова повинність — ямська повинність ремонтні послуги (стельмахів (ремонт коліс) та кузні), постоялі двори та корчми.
Саме розвиток цієї транспортної артерії обумовив розвиток села як тогочасного транспортного вузла з напрямками північ-південь Вінцентівка (нині Телешівка) — Богуслав та схід-захід Рокитне — Козин.
Активна розбудова ґрунтового сполучення, призупиняється після будівництва у 1837 році залізниці. У 1913 році на залізничному роз'їзді біля Карапишів відкрито вантажну станцію та касу з продажу пасажирських квитків прямого сполучення. Нині на території села функціонує три зупинки приміського залізничного транспорту Карапиші-1, Карапиші-2 та Лютарський.

### Спорт
Місцева футбольна команда «Агросвіт» виступає у чемпіонаті Миронівського району з футболу. У 2011 році команда посіла підсумкове третє місце. 
Далекого 1995 року було започатковано будівництво спортивного комплексу у селі Карапиші. І лише на початку 2012 року відбулося урочисте відкриття довгоочікуваного спортивного комплексу за участі місцевої влади та делегації на чолі з головою Київської ОДА Анатолієм Присяжнюком.